# Stig-Are Eriksen
Pour les articles homonymes, voir Eriksen.
Stig-Are Eriksen, né le 6 février 1970, est un biathlète norvégien. 

## Biographie
Pour sa dernière course en Coupe du monde, il monte sur le podium avec ses coéquipiers du relais (Halvard Hanevold, Egil Gjelland et Sylfest Glimsdal) à Antholz. Individuellement, il ne fait mieux que 31e dans cette compétition.
Il obtient ses principaux succès au niveau national, avec six titres dans des épreuves collectives entre 1991 et 1999.

## Palmarès

### Coupe du monde
- 1 podium en relais : 1 deuxième place.

### Championnats d'Europe
- Médaille de bronze du relais en 1997.
- Médaille d'argent du relais en 1998.